# Mano (football)
Pour les articles homonymes, voir Lopes et Mano.
Luís Miguel Lopes Mendes, dit Mano, est un joueur de football portugais, né le 9 avril 1987 à Lisbonne. Il évolue au poste de défenseur au Vitória Setúbal.

## Biographie
Mano participe à la Coupe du monde des moins de 20 ans 2007 avec le Portugal.
À l'issue de la saison 2009/2010, il compte à son actif un total de 60 matchs en 1re division portugaise.

## Clubs successifs
- 2005-2010 :  CF Belenenses
- 2010-2012 :  Villarreal CF B
- depuis mars 2012 :  APO Levadiakos[1],[2]